# Emporium (Pennsylvania)
Emporium è un comune (borough) degli Stati Uniti d'America, situato nello stato della Pennsylvania, nella contea di Cameron, della quale è il capoluogo.